# August Becker (Richter)
Carl Ernst August Becker (* 26. März 1864 in Hannover; † nach 1920) war ein deutscher Reichsgerichtsrat.

## Leben
Er war promoviert. 1889 wurde er auf den preußischen Landesherrn vereidigt. 1904 wurde er Amtsrichter, 1905 Landrichter. 1908 ernannte man ihn zum Landgerichtsrat. 1909 folgte die Beförderung zum Oberlandesgerichtsrat. Zum 1. Januar 1918 wurde er an das Reichsgericht berufen. Er war im II. Strafsenat, VII. und V. Zivilsenat tätig. Am 1. Januar 1920 kam er als Landgerichtspräsident nach Hannover.